# Anzor Kiknadze
Anzor Kiknadze (født 26. marts 1934, død 17. november 1977) var en sovjetisk judoka og europamester. Han deltog ved Sommer-OL 1964 i Tokyo, og vandt bronzemedalje i vægtklassen +80 kg.
Han fik bronze ved VM i 1965 og 1967.
Han blev europamester fire gange og vandt sølv to gange mellem 1962 og 1968.
Han døde i en trafikulykke i Tbilisi i 1977 som 43-årig.